# 알론드라
《알론드라》(스페인어: Alondra)은 1995년 방영된 멕시코의 텔레노벨라이다.